# Lista planetelor minore/19501–19600
Aceasta este Lista planetelor minore/19501–19600; pentru a naviga prin lista completă vezi Lista planetelor minore.
Pentru ale detalii vezi și Proiect:Astronomie sau Portal:Astronomie.
| Nume                | Denumire provizorie | Data descoperirii  | Locul descoperirii     | Descoperitor(i)             |
| ------------------- | ------------------- | ------------------ | ---------------------- | --------------------------- |
| 19501 -             | 1998 KC50           | 23 mai 1998        | Socorro                | LINEAR                      |
| 19502 -             | 1998 KB51           | 23 mai 1998        | Socorro                | LINEAR                      |
| 19503 -             | 1998 KE65           | 22 mai 1998        | Socorro                | LINEAR                      |
| 19504 Vladalekseev  | 1998 LL2            | 1 iunie 1998       | La Silla               | E. W. Elst                  |
| 19505 -             | 1998 MC             | 16 iunie 1998      | Woomera⁠(d)             | F. B. Zoltowski⁠(d)          |
| 19506 -             | 1998 MN4            | 18 iunie 1998      | Majorca⁠(d)             | À. López⁠(d), R. Pacheco⁠(d)  |
| 19507 -             | 1998 MZ13           | 19 iunie 1998      | Caussols               | ODAS⁠(d)                     |
| 19508 -             | 1998 MC17           | 27 iunie 1998      | Kitt Peak              | Spacewatch                  |
| 19509 -             | 1998 MG38           | 29 iunie 1998      | Anderson Mesa          | LONEOS                      |
| 19510 -             | 1998 MV42           | 26 iunie 1998      | La Silla               | E. W. Elst                  |
| 19511 -             | 1998 MC45           | 19 iunie 1998      | Socorro                | LINEAR                      |
| 19512 -             | 1998 QU2            | 17 august 1998     | Socorro                | LINEAR                      |
| 19513 -             | 1998 QN7            | 17 august 1998     | Socorro                | LINEAR                      |
| 19514 -             | 1998 QB75           | 24 august 1998     | Socorro                | LINEAR                      |
| 19515 -             | 1998 QM76           | 24 august 1998     | Socorro                | LINEAR                      |
| 19516 -             | 1998 QF80           | 24 august 1998     | Socorro                | LINEAR                      |
| 19517 Robertocarlos | 1998 SK164          | 18 septembrie 1998 | La Silla               | E. W. Elst                  |
| 19518 Moulding      | 1998 VZ13           | 10 noiembrie 1998  | Socorro                | LINEAR                      |
| 19519               | 1998 WB8            | 18 noiembrie 1998  | Kushiro                | S. Ueda⁠(d), H. Kaneda⁠(d)    |
| 19520 -             | 1998 WC24           | 25 noiembrie 1998  | Socorro                | LINEAR                      |
| 19521 Chaos         | 1998 WH24           | 19 noiembrie 1998  | Kitt Peak              | Deep Ecliptic Survey⁠(d)     |
| 19522 -             | 1998 XQ83           | 15 decembrie 1998  | Socorro                | LINEAR                      |
| 19523 Paolofrisi    | 1998 YX3            | 18 decembrie 1998  | Bologna⁠(d)             | Osservatorio San Vittore⁠(d) |
| 19524 Acaciacoleman | 1998 YB7            | 23 decembrie 1998  | Kanab                  | E. E. Sheridan⁠(d)           |
| 19525 -             | 1999 CO             | 5 februarie 1999   | Oizumi                 | T. Kobayashi                |
| 19526 -             | 1999 FS7            | 20 martie 1999     | Socorro                | LINEAR                      |
| 19527 -             | 1999 FN30           | 19 martie 1999     | Socorro                | LINEAR                      |
| 19528 Delloro       | 1999 GB1            | 4 aprilie 1999     | San Marcello⁠(d)        | G. D'Abramo, A. Boattini⁠(d) |
| 19529 -             | 1999 GQ15           | 15 aprilie 1999    | Kitt Peak              | Spacewatch                  |
| 19530 -             | 1999 GQ23           | 6 aprilie 1999     | Socorro                | LINEAR                      |
| 19531 Charton       | 1999 GM32           | 7 aprilie 1999     | Socorro                | LINEAR                      |
| 19532 -             | 1999 GB34           | 6 aprilie 1999     | Socorro                | LINEAR                      |
| 19533 Garrison      | 1999 GM35           | 7 aprilie 1999     | Socorro                | LINEAR                      |
| 19534 -             | 1999 GL47           | 6 aprilie 1999     | Anderson Mesa          | LONEOS                      |
| 19535 Rowanatkinson | 1999 HF3            | 24 aprilie 1999    | Reedy Creek            | J. Broughton⁠(d)             |
| 19536 -             | 1999 JM4            | 10 mai 1999        | Socorro                | LINEAR                      |
| 19537 -             | 1999 JL8            | 12 mai 1999        | Socorro                | LINEAR                      |
| 19538 -             | 1999 JD12           | 13 mai 1999        | Socorro                | LINEAR                      |
| 19539 Anaverdu      | 1999 JO14           | 14 mai 1999        | Ametlla de Mar⁠(d)      | J. Nomen⁠(d)                 |
| 19540 -             | 1999 JF23           | 10 mai 1999        | Socorro                | LINEAR                      |
| 19541 -             | 1999 JA27           | 10 mai 1999        | Socorro                | LINEAR                      |
| 19542 Lindperkins   | 1999 JL27           | 10 mai 1999        | Socorro                | LINEAR                      |
| 19543 Burgoyne      | 1999 JR30           | 10 mai 1999        | Socorro                | LINEAR                      |
| 19544 Avramkottke   | 1999 JN33           | 10 mai 1999        | Socorro                | LINEAR                      |
| 19545 -             | 1999 JY33           | 10 mai 1999        | Socorro                | LINEAR                      |
| 19546 -             | 1999 JN34           | 10 mai 1999        | Socorro                | LINEAR                      |
| 19547 Collier       | 1999 JP57           | 10 mai 1999        | Socorro                | LINEAR                      |
| 19548 -             | 1999 JJ58           | 10 mai 1999        | Socorro                | LINEAR                      |
| 19549 -             | 1999 JS58           | 10 mai 1999        | Socorro                | LINEAR                      |
| 19550 Samabates     | 1999 JP61           | 10 mai 1999        | Socorro                | LINEAR                      |
| 19551 Peterborden   | 1999 JL62           | 10 mai 1999        | Socorro                | LINEAR                      |
| 19552 -             | 1999 JJ68           | 12 mai 1999        | Socorro                | LINEAR                      |
| 19553 -             | 1999 JF71           | 12 mai 1999        | Socorro                | LINEAR                      |
| 19554 -             | 1999 JU74           | 12 mai 1999        | Socorro                | LINEAR                      |
| 19555 -             | 1999 JO77           | 12 mai 1999        | Socorro                | LINEAR                      |
| 19556 -             | 1999 JV77           | 12 mai 1999        | Socorro                | LINEAR                      |
| 19557 -             | 1999 JC79           | 13 mai 1999        | Socorro                | LINEAR                      |
| 19558 -             | 1999 JK80           | 12 mai 1999        | Socorro                | LINEAR                      |
| 19559 -             | 1999 JY80           | 12 mai 1999        | Socorro                | LINEAR                      |
| 19560 -             | 1999 JH81           | 14 mai 1999        | Socorro                | LINEAR                      |
| 19561 -             | 1999 JK81           | 14 mai 1999        | Socorro                | LINEAR                      |
| 19562 -             | 1999 JM81           | 14 mai 1999        | Socorro                | LINEAR                      |
| 19563 Brzezinska    | 1999 JB124          | 14 mai 1999        | Socorro                | LINEAR                      |
| 19564 Ajburnetti    | 1999 JP126          | 13 mai 1999        | Socorro                | LINEAR                      |
| 19565 -             | 1999 KF4            | 20 mai 1999        | Socorro                | LINEAR                      |
| 19566 -             | 1999 KO6            | 23 mai 1999        | Woomera⁠(d)             | F. B. Zoltowski⁠(d)          |
| 19567 -             | 1999 KS7            | 20 mai 1999        | Socorro                | LINEAR                      |
| 19568 Rachelmarie   | 1999 KY14           | 18 mai 1999        | Socorro                | LINEAR                      |
| 19569 -             | 1999 KM15           | 20 mai 1999        | Socorro                | LINEAR                      |
| 19570 Jessedouglas  | 1999 LH6            | 13 iunie 1999      | Prescott⁠(d)            | P. G. Comba⁠(d)              |
| 19571 -             | 1999 LA7            | 8 iunie 1999       | Kitt Peak              | Spacewatch                  |
| 19572 Leahmarie     | 1999 LE11           | 8 iunie 1999       | Socorro                | LINEAR                      |
| 19573 Cummings      | 1999 LW13           | 9 iunie 1999       | Socorro                | LINEAR                      |
| 19574 Davidedwards  | 1999 LQ21           | 9 iunie 1999       | Socorro                | LINEAR                      |
| 19575 Feeny         | 1999 LB22           | 9 iunie 1999       | Socorro                | LINEAR                      |
| 19576 -             | 1999 LP22           | 9 iunie 1999       | Socorro                | LINEAR                      |
| 19577 Bobbyfisher   | 1999 LP26           | 9 iunie 1999       | Socorro                | LINEAR                      |
| 19578 Kirkdouglas   | 1999 MO             | 20 iunie 1999      | Reedy Creek            | J. Broughton⁠(d)             |
| 19579 -             | 1999 MB1            | 23 iunie 1999      | Woomera⁠(d)             | F. B. Zoltowski⁠(d)          |
| 19580 -             | 1999 ND             | 4 iulie 1999       | Višnjan Observatory⁠(d) | K. Korlević                 |
| 19581 -             | 1999 NC3            | 13 iulie 1999      | Socorro                | LINEAR                      |
| 19582 Blow          | 1999 NL4            | 13 iulie 1999      | Reedy Creek            | J. Broughton⁠(d)             |
| 19583 -             | 1999 NT4            | 12 iulie 1999      | Višnjan Observatory⁠(d) | K. Korlević                 |
| 19584 Sarahgerin    | 1999 NZ6            | 13 iulie 1999      | Socorro                | LINEAR                      |
| 19585 Zachopkins    | 1999 NU7            | 13 iulie 1999      | Socorro                | LINEAR                      |
| 19586 -             | 1999 NA10           | 13 iulie 1999      | Socorro                | LINEAR                      |
| 19587 Keremane      | 1999 NG11           | 13 iulie 1999      | Socorro                | LINEAR                      |
| 19588 -             | 1999 NL11           | 13 iulie 1999      | Socorro                | LINEAR                      |
| 19589 Kirkland      | 1999 NZ14           | 14 iulie 1999      | Socorro                | LINEAR                      |
| 19590 -             | 1999 NG18           | 14 iulie 1999      | Socorro                | LINEAR                      |
| 19591 Michaelklein  | 1999 NW21           | 14 iulie 1999      | Socorro                | LINEAR                      |
| 19592 -             | 1999 NZ22           | 14 iulie 1999      | Socorro                | LINEAR                      |
| 19593 Justinkoh     | 1999 NZ29           | 14 iulie 1999      | Socorro                | LINEAR                      |
| 19594 -             | 1999 NL31           | 14 iulie 1999      | Socorro                | LINEAR                      |
| 19595 Lafer-Sousa   | 1999 NW31           | 14 iulie 1999      | Socorro                | LINEAR                      |
| 19596 Spegorlarson  | 1999 NX31           | 14 iulie 1999      | Socorro                | LINEAR                      |
| 19597 Ryanlee       | 1999 NJ32           | 14 iulie 1999      | Socorro                | LINEAR                      |
| 19598 Luttrell      | 1999 NL39           | 14 iulie 1999      | Socorro                | LINEAR                      |
| 19599 Brycemelton   | 1999 NX40           | 14 iulie 1999      | Socorro                | LINEAR                      |
| 19600 -             | 1999 NV41           | 14 iulie 1999      | Socorro                | LINEAR                      |